# Breccia corallina
La breccia corallina è una pietra ornamentale con fondo di colore rossastro, contenente clasti (macchie) di colore giallo, bianco o rosa.

## Descrizione
Si tratta di una breccia calcarea con ematite, con cemento rosso corallo e con clasti di colore avorio (dismicrite), proveniente da cave nella Bitinia, presso il villaggio di Vezirhan (provincia di Bilecik). Altre cave nei pressi hanno prodotto le varietà della breccia nuvolata (con tonalità rosate e giallastre e "nuvole" rosate) e del brocatellone (con cemento dai toni brunastri e clasti giallastri o grigi). Esportata a Roma a partire dalla tarda età augustea, soprattutto per colonne e rivestimenti parietali.
La forma dei clasti è spigolosa con una dimensione centimetrica o decimetrica. È chiamato Marmor Sagarium o Sangarium per la località di provenienza, dal fiume Sagario o Sangario, l'odierno Sakarya.
I manuali di mineralogia e i testi di storia antica catalogano la breccia corallina tra i marmi antichi.

## Galleria d'immagini

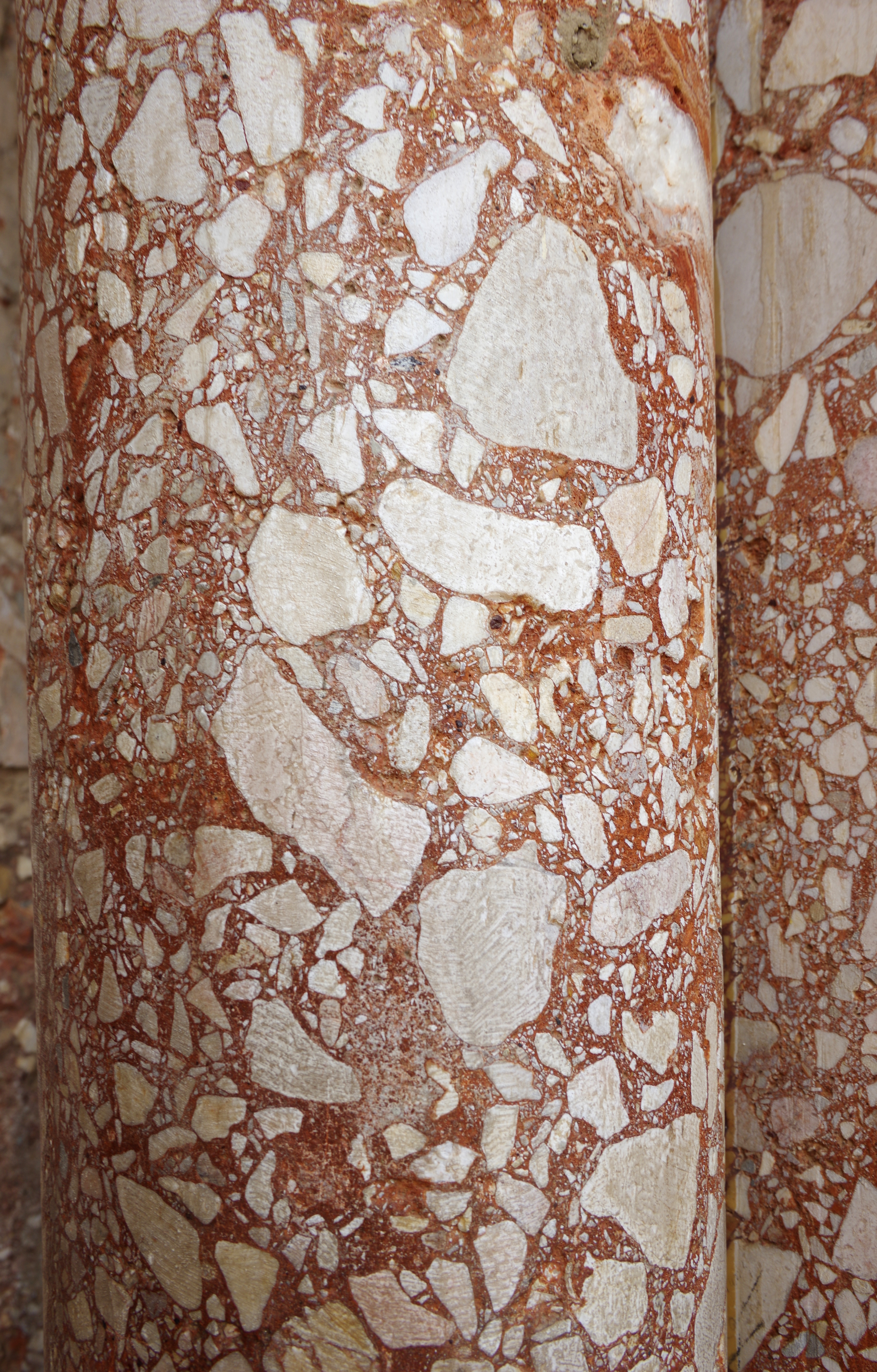
Castel del Monte, entrata
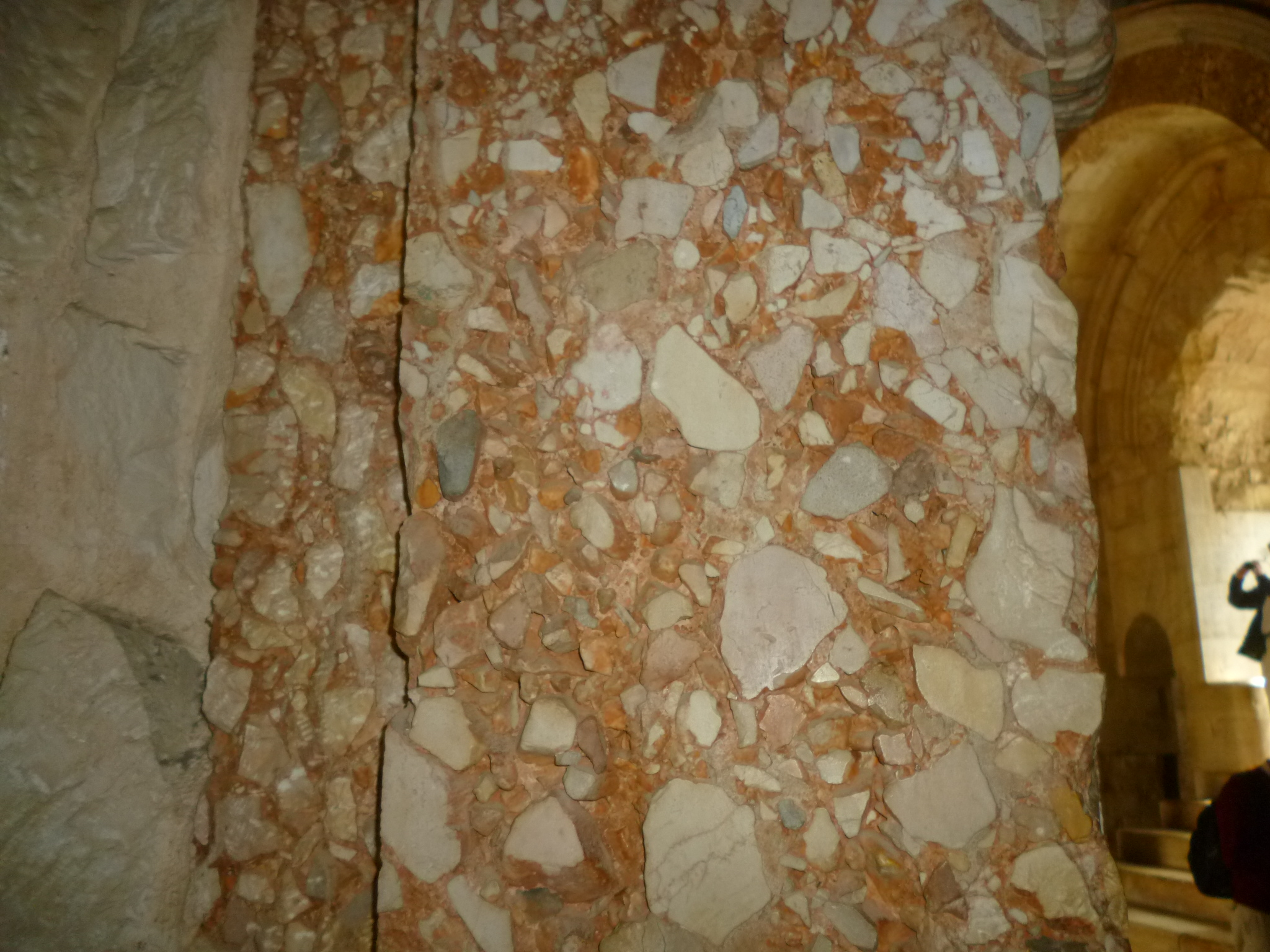
Castel del Monte, interno